# Avetrana
Avetrana is een gemeente in de Italiaanse provincie Tarente (regio Apulië) en telt 6531 inwoners (31-05-2019). De oppervlakte bedraagt 73,2 km², de bevolkingsdichtheid is 97 inwoners per km².
De volgende frazioni maken deel uit van de gemeente: Urmo Belsito.

## Demografie
Avetrana telt ongeveer 2597 huishoudens. Het aantal inwoners daalde in de periode 1991-2001 met 13,5% volgens cijfers uit de tienjaarlijkse volkstellingen van ISTAT.
| Jaar | Inwoneraantal |
| ---- | ------------- |
| 1991 | 8442          |
| 2001 | 7303          |

## Geografie
De gemeente ligt op ongeveer 62 m boven zeeniveau.
Avetrana grenst aan de volgende gemeenten: Erchie (BR), Manduria, Nardò (LE), Porto Cesareo (LE), Salice Salentino (LE), San Pancrazio Salentino (BR).

## Externe link

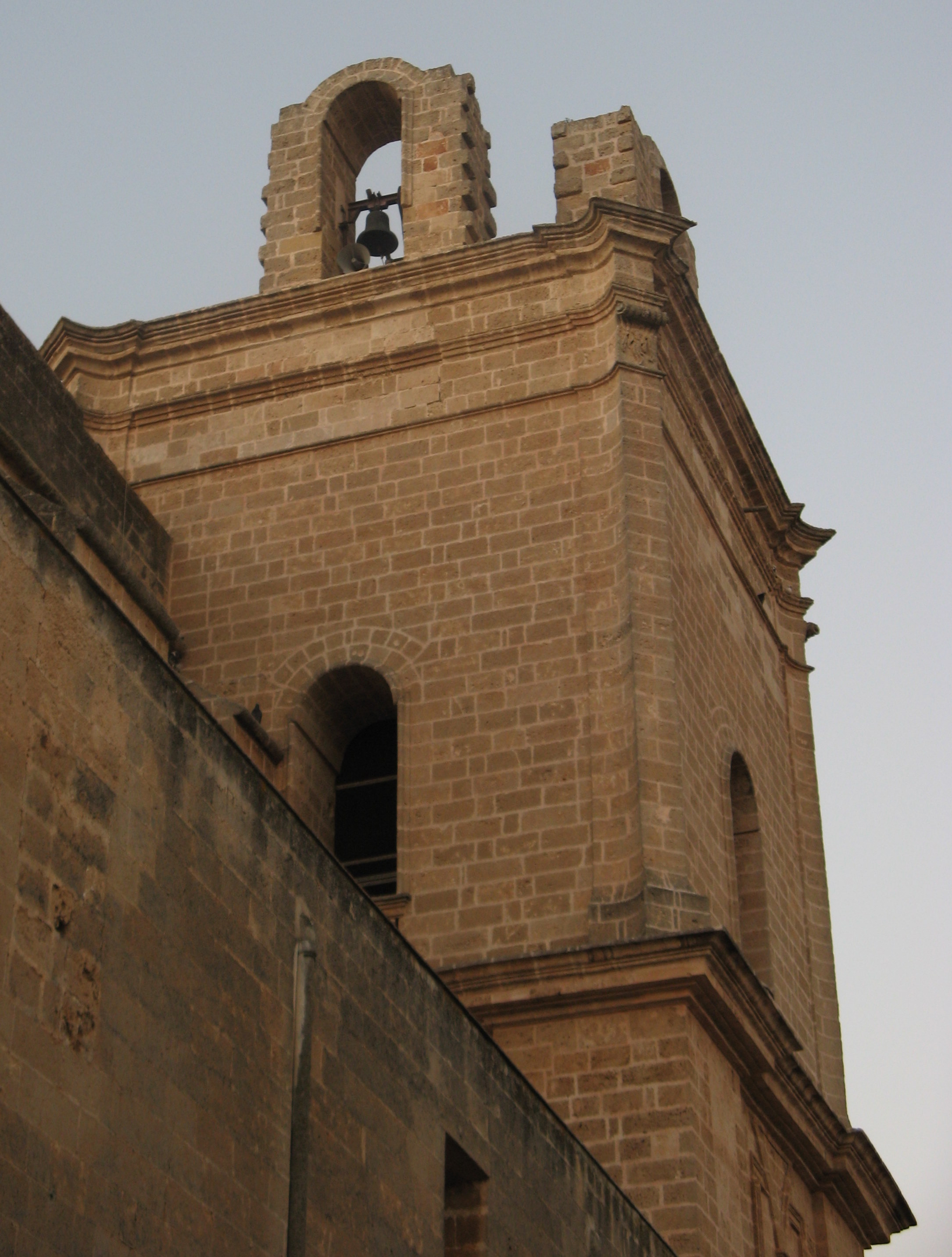
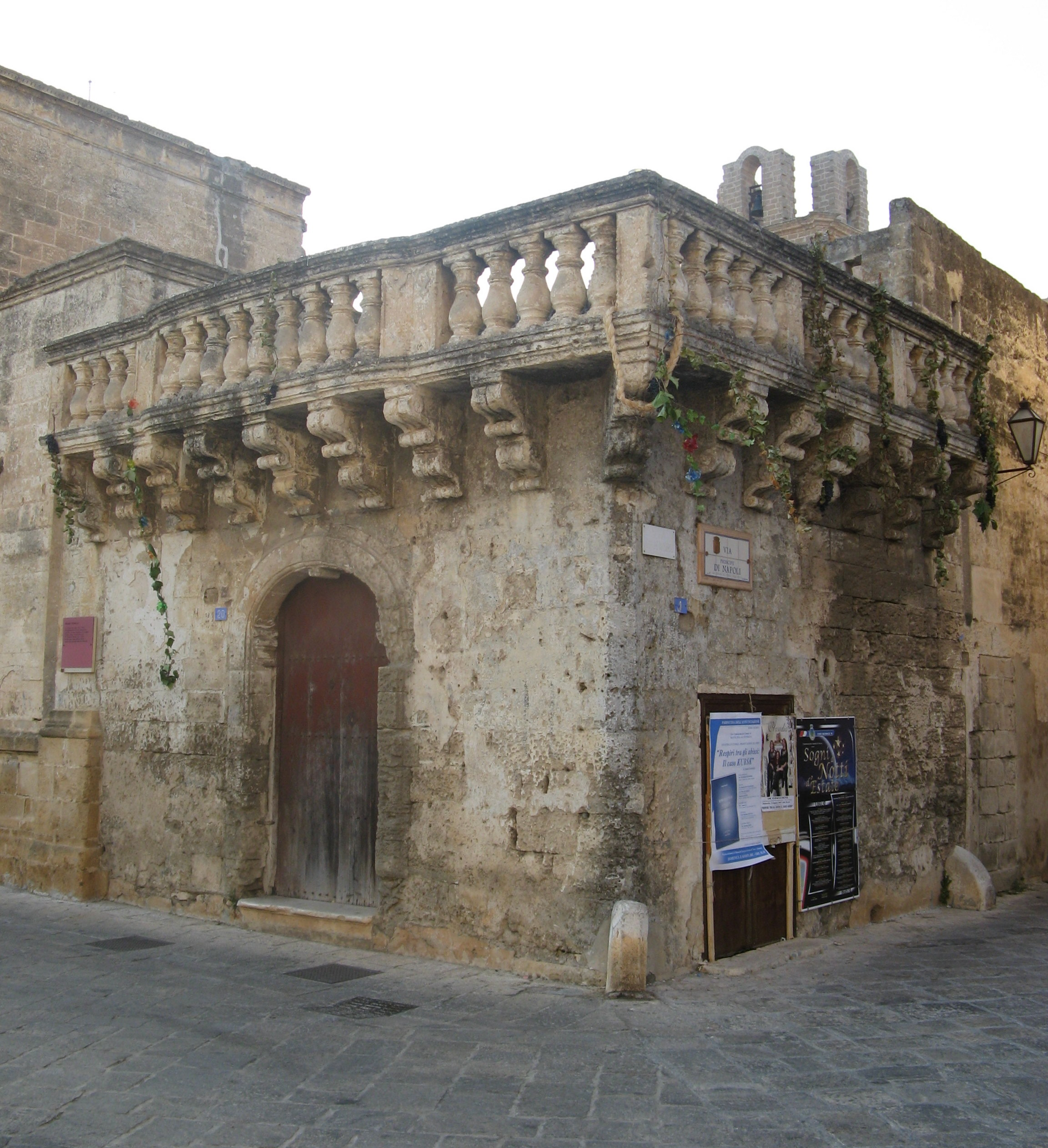
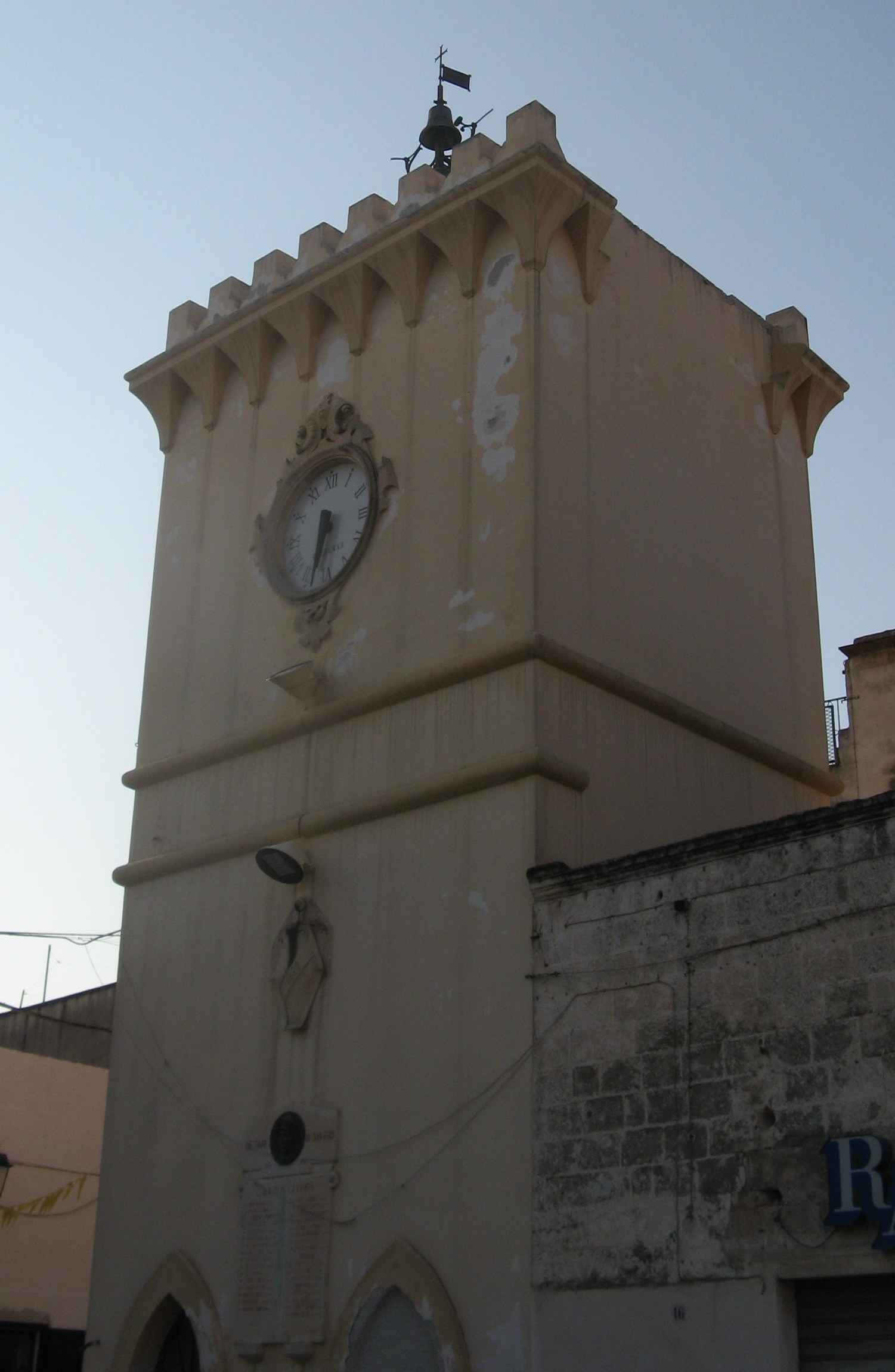
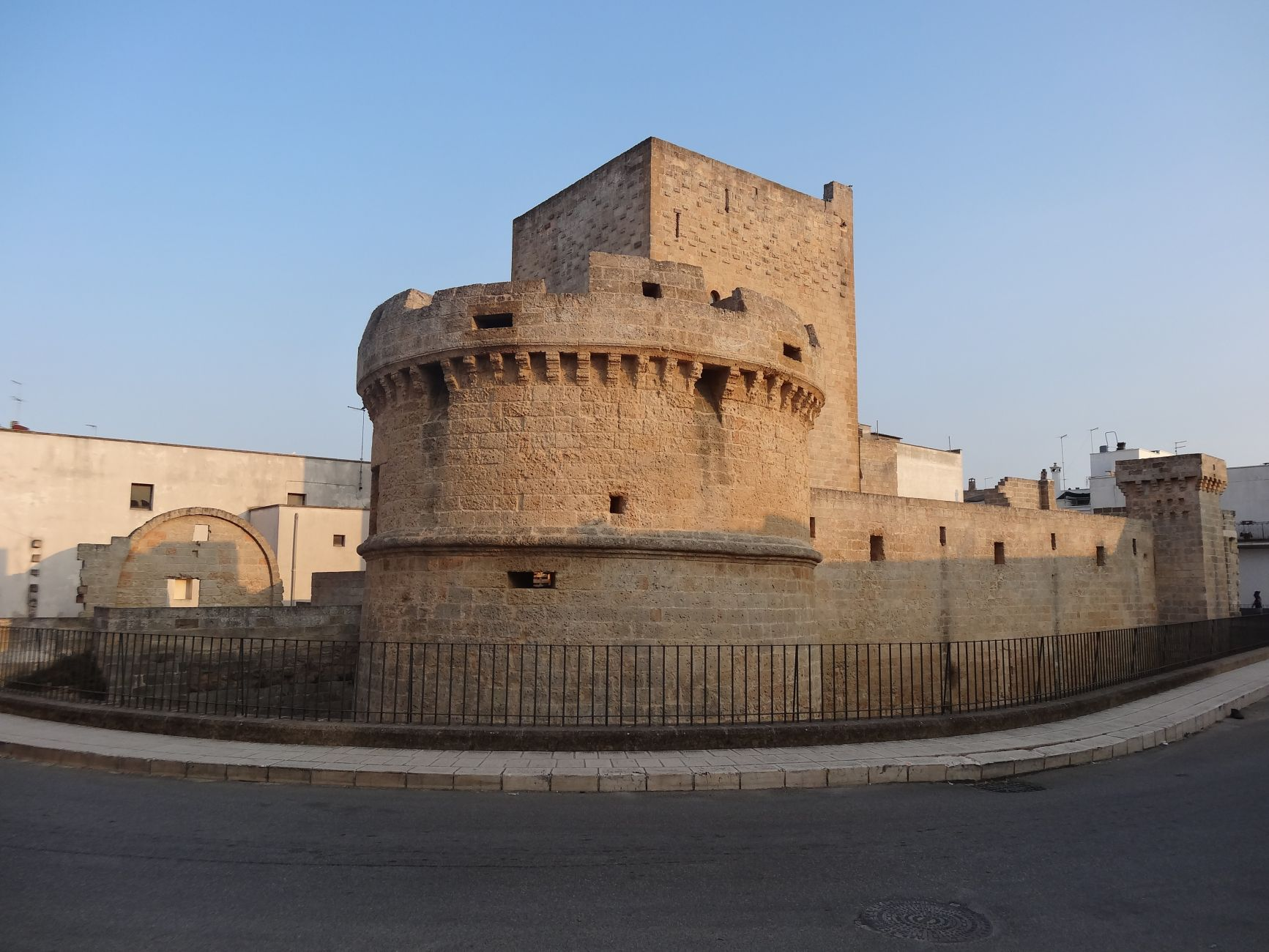
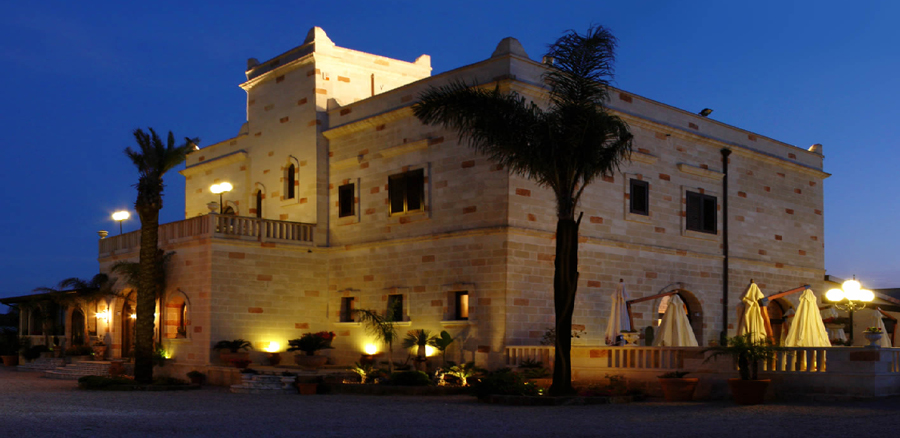